# سوویانوو
سوویانوو (به لاتین: Svojanov) یک منطقهٔ مسکونی در جمهوری چک است که در ناحیه سویتاوی واقع شده‌است. سوویانوو ۱۳٫۸۹ کیلومتر مربع مساحت و ۳۸۲ نفر جمعیت دارد و ۴۶۰ متر بالاتر از سطح دریا واقع شده‌است.